# Acrocercops rhodospira
Acrocercops rhodospira är en fjärilsart som beskrevs av Edward Meyrick 1939. Acrocercops rhodospira ingår i släktet Acrocercops och familjen styltmalar. Inga underarter finns listade i Catalogue of Life.